# Poeonoma similis
Poeonoma similis là một loài bướm đêm trong họ Noctuidae.